# Коваленко Микола Митрофанович
Микола Митрофанович Коваленко (нар. 2 травня 1941, село Житні Гори, тепер Рокитнянського району Київської області) — український діяч, 1-й секретар Баришівського райкому КПУ, голова Баришівської райради Київської області. Народний депутат України 1-го скликання.

## Біографія
Народився у селянській родині.
У 1958—1960 роках — різноробочий колгоспу імені Леніна села Житні Гори Рокитнянського району Київської області.
У 1960—1966 роках — студент Білоцерківського сільськогосподарського інституту Київської області, ветеринарний лікар.
У 1966 році — головний ветеринарний лікар колгоспу імені Леніна села Житні Гори Рокитнянського району Київської області.
Член КПРС з 1966 до 1991 року.
У 1966—1970 роках — секретар, 1-й секретар Рокитнянського районного комітету ЛКСМУ Київської області.
У 1970—1973 роках — заступник завідувача відділу комсомольських організацій Київського обласного комітету ЛКСМУ.
У 1973—1974 роках — завідувач організаційного відділу Києво-Святошинського районного комітету КПУ Київської області.
У 1974—1980 роках — інструктор відділу організаційно-партійної роботи Київського обласного комітету КПУ.
У 1980—1982 роках — 2-й секретар Баришівського районного комітету КПУ Київської області.
У 1982—1991 роках — 1-й секретар Баришівського районного комітету КПУ Київської області.
18.03.1990 року обраний народним депутатом України, 2-й тур, 65,79 % голосів, 7 претендентів. Входив до групи «Аграрники». Заступник Голови Комісії ВР України з питань відродження та соціального розвитку села.
У 1990—1991 роках — голова Баришівської районної ради народних депутатів Київської області.
Потім — на пенсії.

## Нагороди
- орден «Знак Пошани»
- медалі